# Solanillos del Extremo
Solanillos del Extremo es un municipio y localidad española de la provincia de Guadalajara, en la comunidad autónoma de Castilla-La Mancha. El término municipal tiene una población de 77 habitantes (INE 2024) y una densidad de 2,49  hab/km² (2022). Su lema es: "Del lavadero y un botijo, salió el primer hijo".

## Geografía

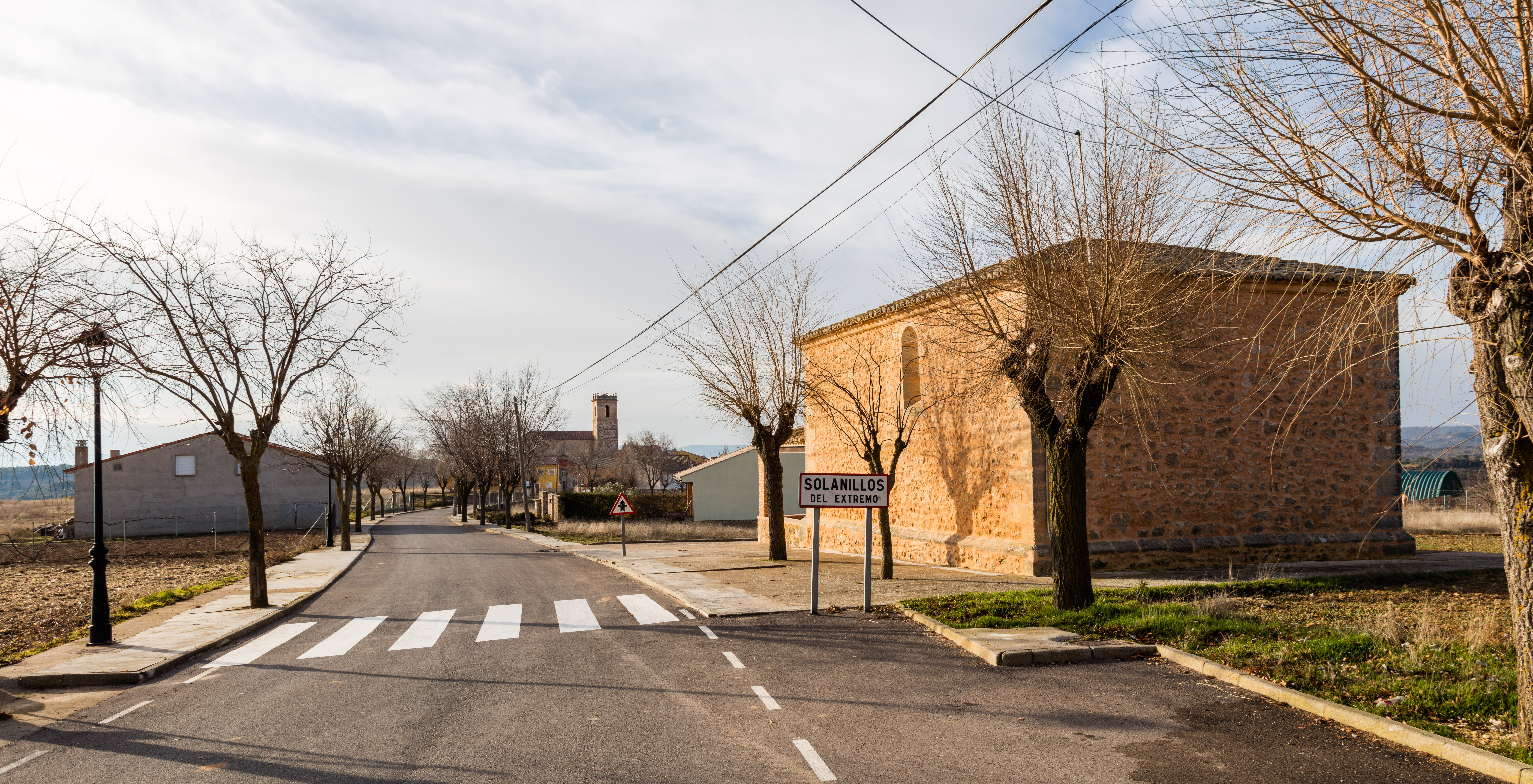
Entrada a la localidad

Limita con los términos municipales de Henche, Cifuentes, Masegoso de Tajuña, Valderrebollo y Brihuega. En el siglo XIX se comenta cómo hay en el término «buenos montes poblados de encina, roble y otros árboles».

## Historia
A mediados del siglo XIX, el lugar contaba con una población censada de 342 habitantes. La localidad aparece descrita en el decimocuarto volumen del Diccionario geográfico-estadístico-histórico de España y sus posesiones de Ultramar de Pascual Madoz de la siguiente manera:

SOLANILLOS DEL ESTREMO: v. con ayunt. en la prov. de Guadalajara (8 leg.), part. jud. de Brihuega (4), aud. terr. de Madrid (18), c. g. de Castilla la Nueva, dióc. de Sigüenza (6): sit. en un elevado cerro, con libre ventilacion y clima frio: tiene 90 casas; la consistorial; un pósito nacional con el fondo de 193 fan. de trigo: otro pio, con 50 fan.; una posada; escuela de instruccion primaria frecuentada por 18 alumnos; una igl. parr. (Santiago Apóstol) servida por un cura y un sacristan; fuera de la pobl., inmediata á las casas, hay una fuente de buenas aguas que provee á las necesidades del vecindario: confina el térm. con los de Masegoso, Moranchel, Cifuentes, la Olmeda y Enche; dentro de él se encuentran 5 fuentes y las ermitas de Ntra. Sra. de la Soledad y Sta. Barbara: el terreno escabroso, en su mayor parte, es de mediana calidad: le atraviesa una rambla, en la que se recogen las aguas de los manantiales que brotan en el térm.; hay buenos montes poblados de encina, roble y otros árboles. caminos: los locales, todos de herradura, en mal estado por la escabrosidad del terreno. correo: se recibe y despacha en Cifuentes. prod.: trigo, cabada, avena, garbanzos, almortas, patatas, judias, vino, aceite, miel, cera, leñas de combustible, y yervas de pasto con las que se mantiene ganado lanar, cabrio, mular, asnal y algo de vacuno; hay caza de perdices, conejos, liebres, corzos, venados y algunos animales dañinos, como lobos y zorras. ind.: la agrícola, un molino aceitero, y el hilado, al torno, de lanas para las fábricas de Brihuega. pobl.: 70 vec., 342 alm. cap. prod.: 1.175,000 rs. imp.: 105,300. contr.: 3,859.
(Madoz, 1849, pp. 425-426)

## Demografía
Solanillos del Extremo cuenta con una población de 77 habitantes (INE 2024).
| Gráfica de evolución demográfica de Solanillos del Extremo entre 1842 y 2021                                        |
| |
| Población de derecho según los censos de población del INE Población de hecho según los censos de población del INE |

| 101           | 127 | 126 | 122 | 102 | 104 |
| (Fuente: INE) |     |     |     |     |     |

## Patrimonio

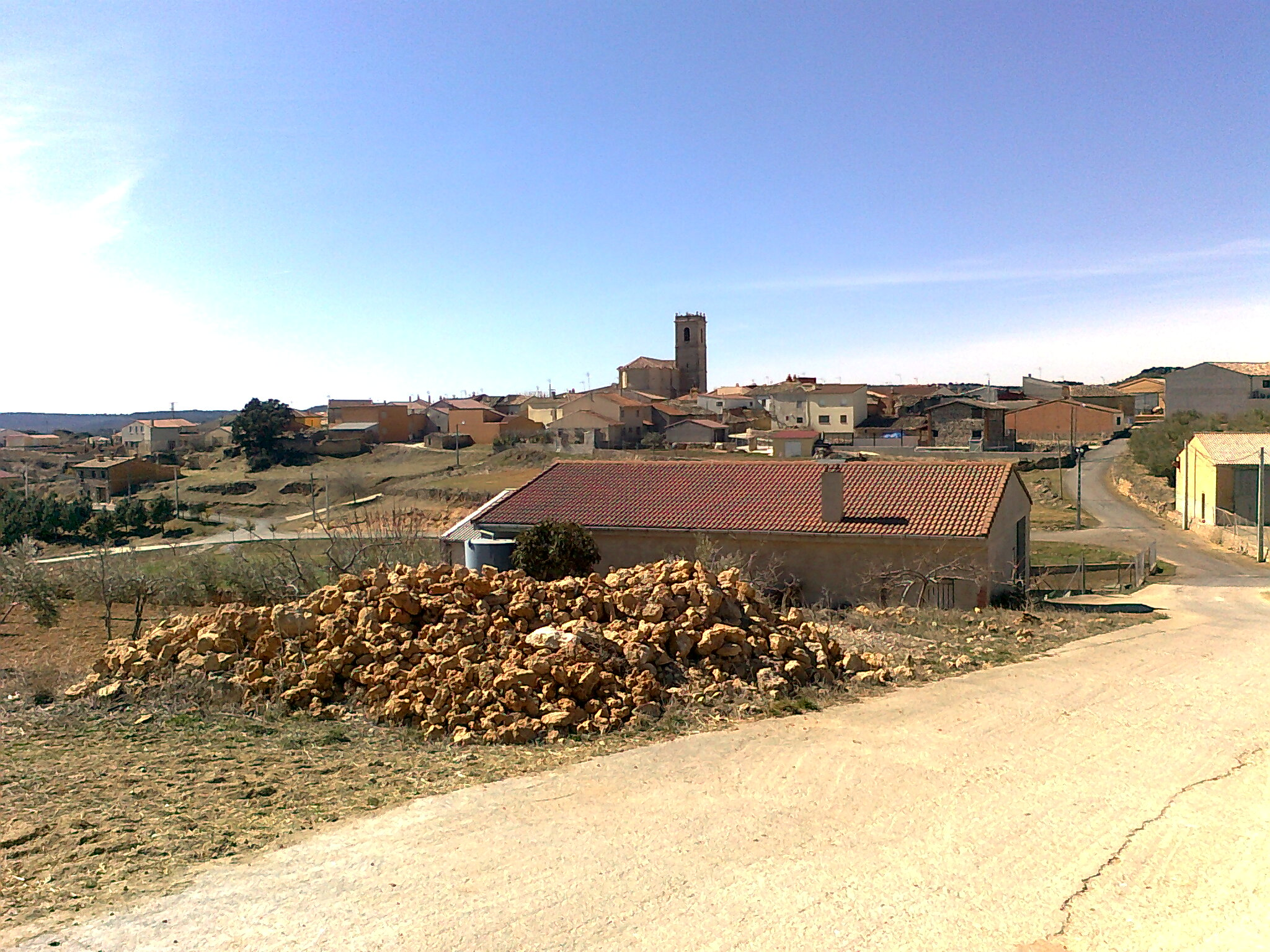
Vista de Solanillos con su iglesia

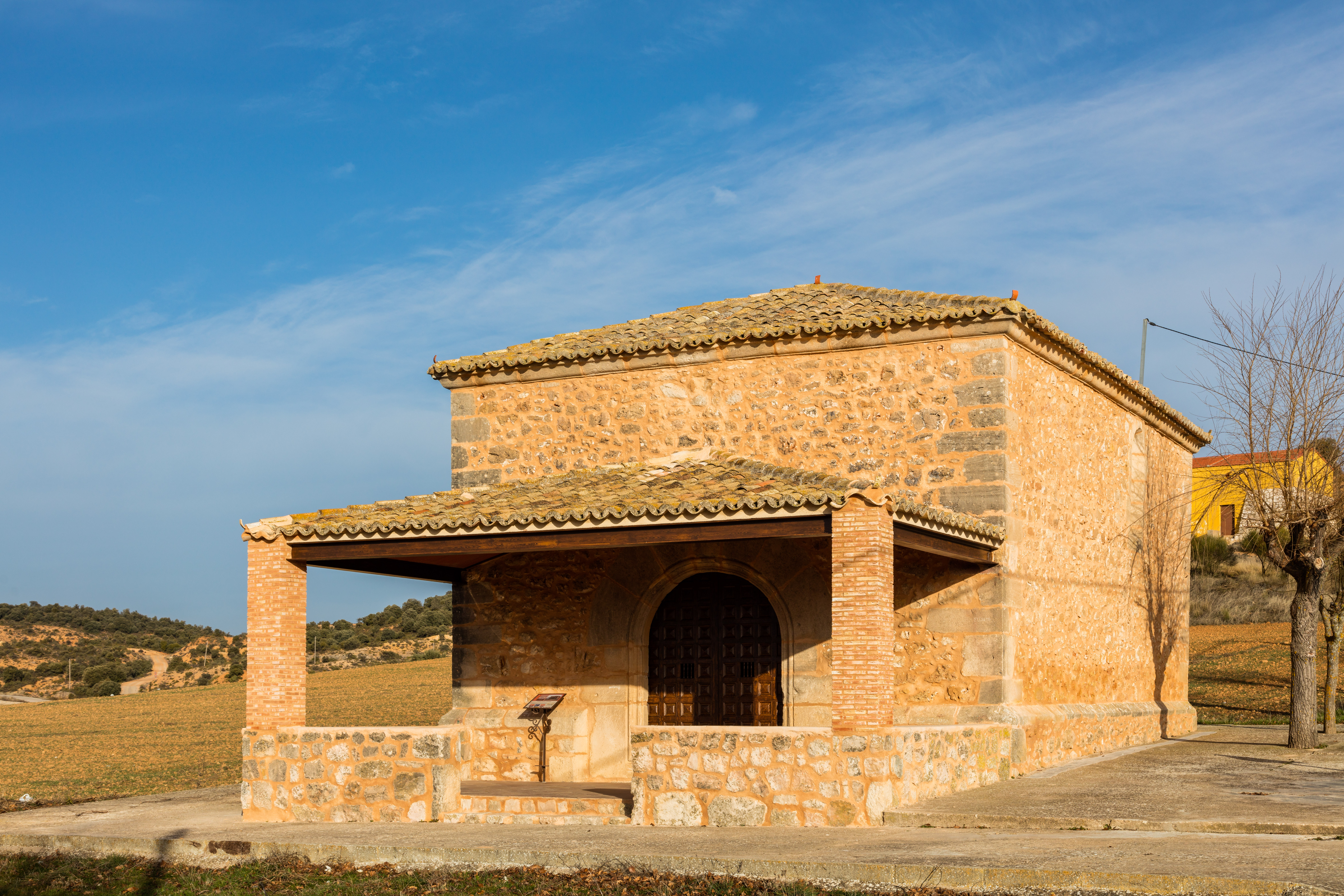
Ermita de Santa Bárbara

En la localidad hay una iglesia parroquial bajo la advocación de Santiago Apóstol. También hay una ermita dedicada a Santa Bárbara.